# Марупе
Марупе (на латвийски: Mārupe, на немски: Marienbach) е град и административен център на община Марупе, Латвия. Градът е предградие на латвийската столица Рига, но е самостоятелна единица. Марупе граничи с предградие Земгале на изток и североизток. През града тече малката река Марупите.
Международното летище на Рига се намира точно извън границата на града на северозапад.
Съгласно латвийската административна реформа от 2021 г. Марупе получава статут на град на 1 юли 2022 г.

## Етимология
Името „Марупе“ означава „реката на Мара“ на латвийски и произлиза от името на реката Марупите (наставката -upīte означава „малка река“ или „поток“), ляв приток на Западна Двина; историческото немско име означава същото – „потокът на Мария“. На реката са били разположени исторически мелници, които първоначално са принадлежали на катедралата в Рига, чието пълното наименование е Катедрална църква на Света Мария; именно катедралата е „кръстница“ на реката Марупите и на града Марупе. 

## Икономика
Най-големите фирми, регистрирани в Марупе през 2020 г., са: компания за автомобилен транспорт „Крайс“, търговец на авточасти „Интер Карс Латвия“, търговец на компютри Also Latvia, търговец на електротехника и компютри „Муунком“.
Главният път през Марупе е Рига-Яунмарупе (P1132). Два големи пътя оформят границите на града: Рига-Елея (A8) и Рига-Вентспилс (A10). Центърът на Рига е на 9 км от Марупе на североизток. Най-близката железопътна пътническа гара е Тирайне на 2 км западно от центъра на Марупе. Влакове през Тирайне до Рига и Йелгава тръгват 26 пъти на ден. Градските автобуси на Рига също стигат до Марупе.